# Breitenau
 Breitenau (en alsacià Braitnöi) és un municipi francès, situat a la regió del Gran Est, al departament del Baix Rin. L'any 1999 tenia 258 habitants.
Forma part del cantó de Mutzig, del districte de Sélestat-Erstein i de la Comunitat de comunes de la Vall de Villé.

## Demografia
| 1962 | 1968 | 1975 | 1982 | 1990 | 1999 |
| ---- | ---- | ---- | ---- | ---- | ---- |
| 205  | 225  | 238  | 214  | 208  | 258  |

## Administració
| Període   | Identitat            | Partit |
| --------- | -------------------- | ------ |
| 2001-2008 | Claudine Grandgeorge |        |
| 2008-2020 | Serge Janus          |        |